# Strach (Rašovy)
Rybník Strach o rozloze vodní plochy 1,75 ha se nalézá v lese asi 600 metrů jihozápadně od chatové osady Rašovy v okrese Pardubice. Rybník je využíván pro chov ryb a zároveň představuje lokální biocentrum pro rozmnožování obojživelníků. Rybník je součástí rybniční soustavy skládající se dále z rybníků Chobot, Moře, Černovka.

## Galerie

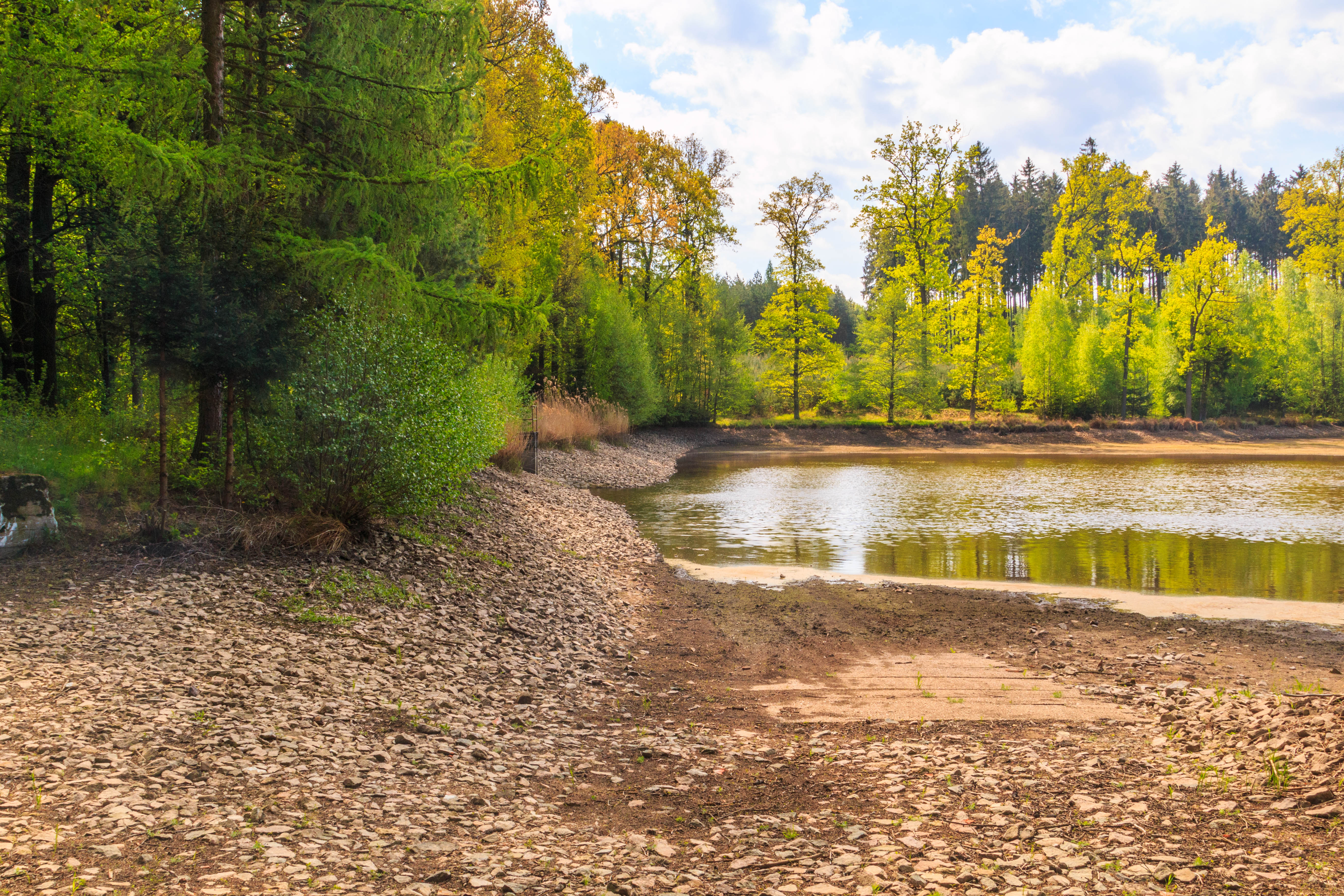
pohled na lesní rybník Strach
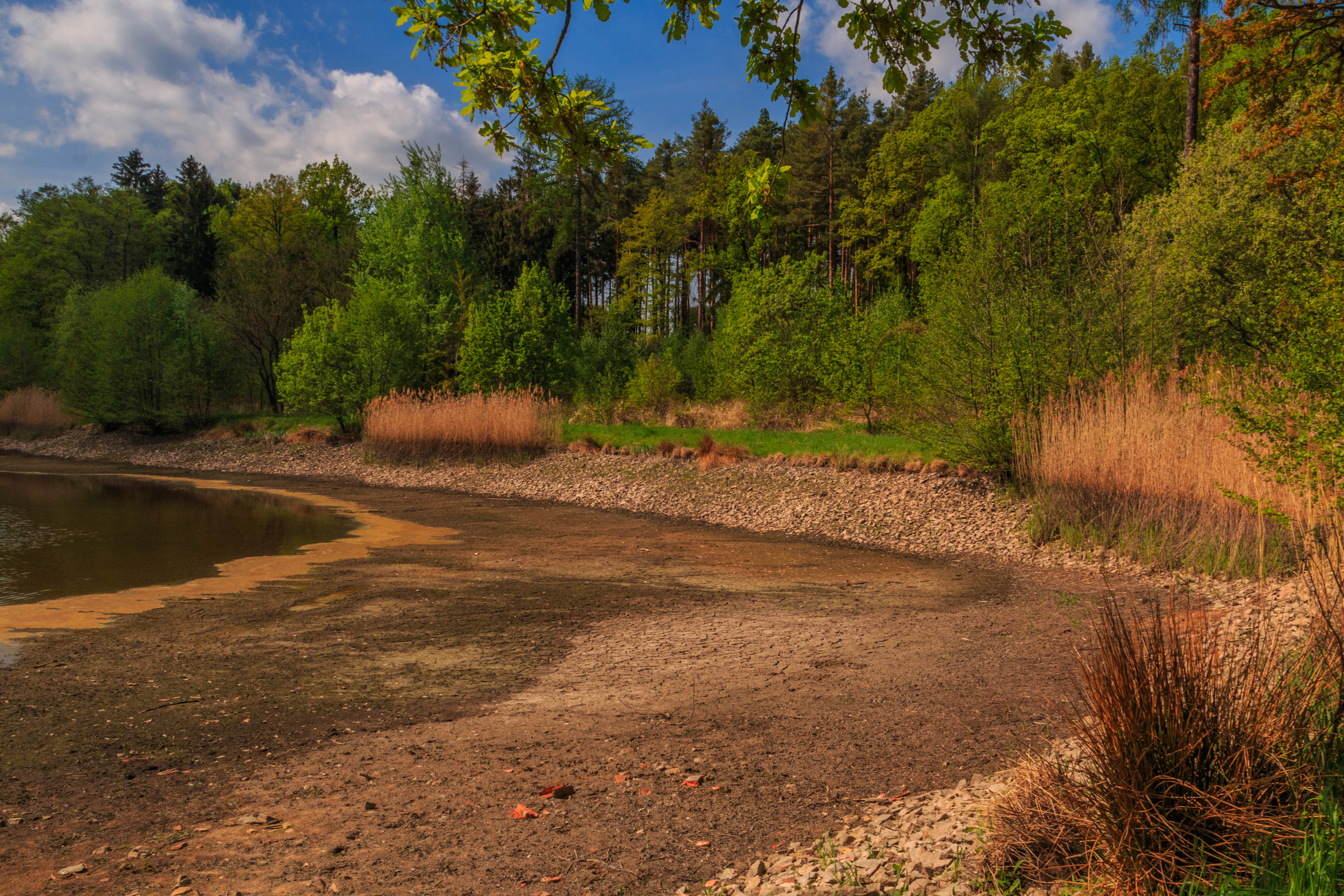
pohled na lesní rybník Strach
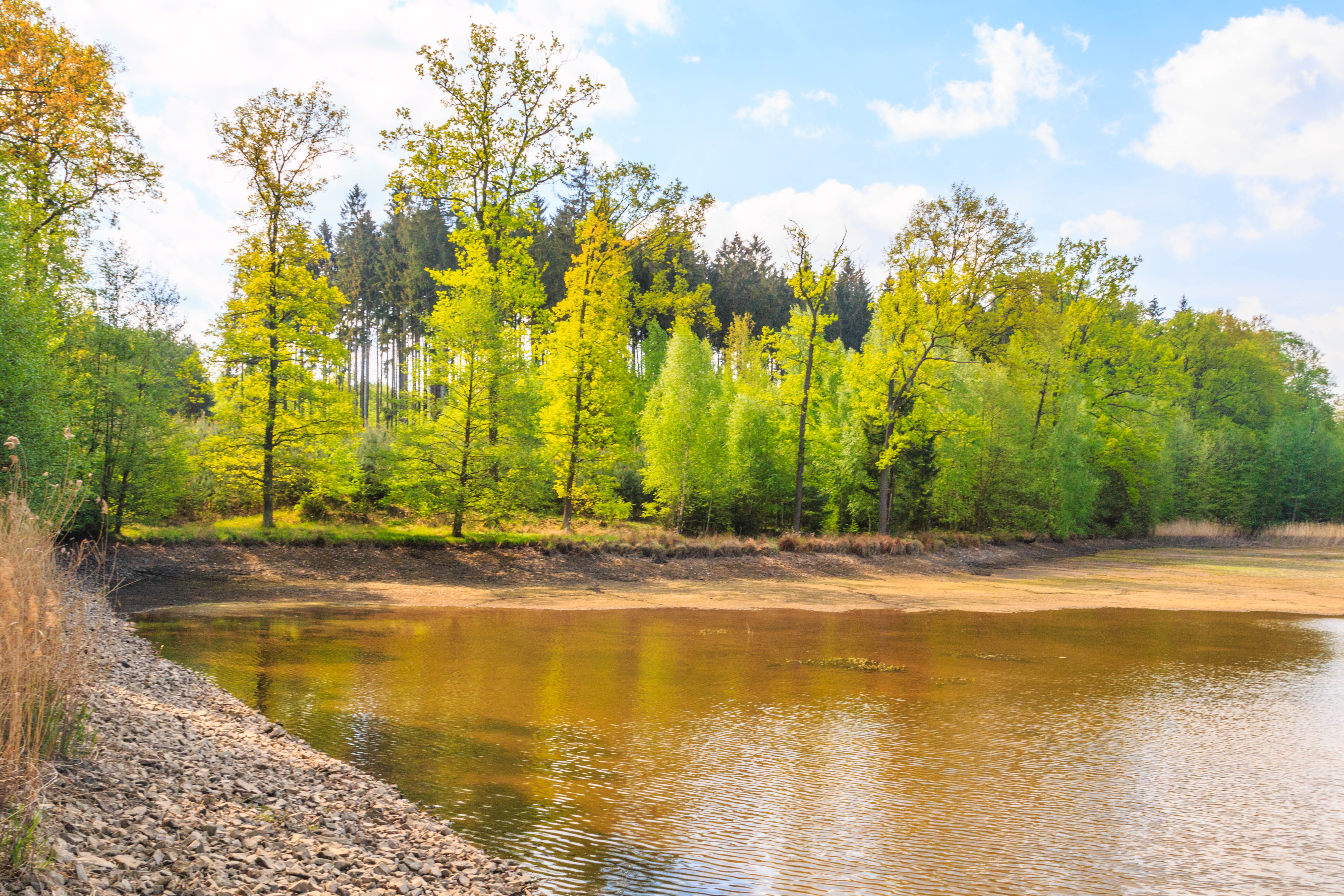
pohled na lesní rybník Strach
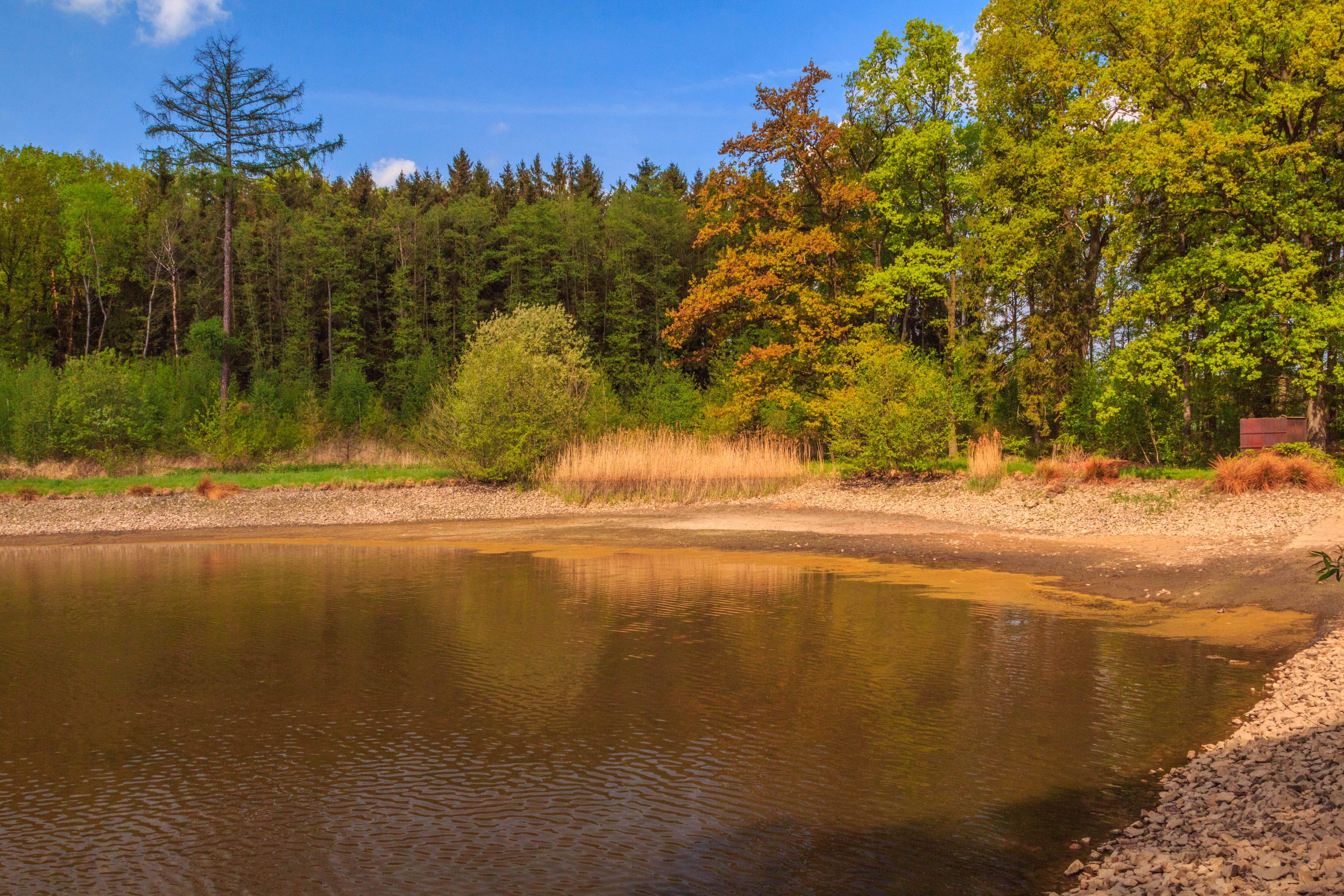
pohled na lesní rybník Strach